# Скобово
Скобово — деревня в Демянском муниципальном районе Новгородской области, с апреля 2010 года входит в Ильиногорское сельское поселение.
Деревня расположена на полпути в деревню Шишково на автодороге Демянск — Вотолино, в 4 км к юго-востоку от Демянска. Находится в районе Валдайского уступа — перехода от Валдайской возвышенности к Приильменской низменности.
До 12 апреля 2010 года входила в упразднённое Шишковское сельское поселение.

Близ деревни есть братское захоронение (23 сентября 1941 года) экипажа из трёх человек пикирующего бомбардировщика Пе-2
| 2010 |
| ---- |
| 7    |